# Tchaj-pan
Tchaj-pan (anglicky Tai-Pan) je román Jamese Clavella z roku 1966. Je součástí Asijské ságy – šesti románů od Jamese Clavella odehrávajících se v Asii a vzájemně více či méně provázaných.
Děj románu je zasazen do Hongkongu a jeho okolí v roce 1841. V té době (během opiových válek) se skoro pustý ostrov Hongkong stal britskou korunní kolonií. Dirk Struan, zakladatel a majitel Struan's – největší obchodní společnosti v Asii, se rozhodne vybudovat na ostrově její ústředí a tím spojit s Hongkongem nejen její osud, ale i svůj a své rodiny. Největším konkurentem a nepřítelem je pro Dirka Tyler Brock – majitel druhé největší obchodní společnosti na Dálném východě. Jejich vzájemný souboj může skončit jen smrtí jednoho z nich.
Do příběhu postupně vstupuje velké množství postav z různých společenských a kulturních vrstev, z nichž každá má své vlastní záměry a z nichž mnohé (nebo jejich potomci) vystupují i v dalších Clavellových románech.
Tchaj-pan byl volně inspirován historií skutečné firmy Jardine Matheson.
V roce 1986 byl podle (úspěšného) románu natočen neúspěšný film.